# Sternycha ecuatoriana
Sternycha ecuatoriana là một loài bọ cánh cứng trong họ Cerambycidae.